# Vasdavidius concursus
Vasdavidius concursus là một loài côn trùng cánh nửa trong họ Aleyrodidae, phân họ Aleyrodinae.
Vasdavidius concursus được Ko in Ko, Wu & Chou miêu tả khoa học đầu tiên năm 1998.